# PR-Artikel
PR-Artikel oder PR-Texte (PR von englisch Public Relations) sind ein Teil der Öffentlichkeitsarbeit.

## Begriff und Definition
In PR-Artikeln wird versucht durch das gedruckte Wort für eine Person, ein Unternehmen etc. oder ein bestimmtes Thema eine gezielt günstige öffentliche Meinung Reputation zu schaffen oder zu beeinträchtigen oder zu zerstören, ohne dass dies allzu offenkundig nach außen in Erscheinung tritt (teilweise auch als Advertorial bezeichnet. Siehe als Gegenstück: Werbung bzw. Agitation, Propaganda).
PR-Artikel stehen in einem Interdependenzverhältnis zu Marketing und Journalismus, welche unter Umständen ähnliche Wirkungen erzielen wollen.
Siehe auch: Redaktioneller Beitrag und Schleichwerbung.

## Erscheinungsformen
PR-Artikel können in positiver oder negativer Form in Erscheinung treten. Durch positiv formulierte PR-Artikel wird versucht, ein bestimmtes Image auf- oder auszubauen oder umzugestalten. Negativ formulierte PR-Artikel versuchen ein bestehendes positives Image zu beeinträchtigen oder zu zerstören.
Extern gerichtete PR-Artikel können z. B. sein: Pressemitteilungen, Themenbeiträge, Beantworten von Presseanfragen, Interviews, Pressespiegel, Geschäftsberichte, Broschüren, Flyer, (versteckte) Anzeigen (Advertorials), Newsletter, Internet-Seiten allgemein, Blogs, Online-Magazine, Online-Campaigning.
Interne gerichtete PR-Artikel können z. B. sein: Mitarbeiterzeitschriften, Newsletter im Intranet, Intranetbetreuung allgemein, Wording, Themenwebsites.

## Ziele von PR-Artikeln
Wie die Public Relations allgemein, ist es auch das Ziel von PR-Artikeln ein gewünschtes Image (siehe: Corporate Culture, Corporate Image) aufzubauen, zu erhalten oder zu gestalten (umzugestalten) oder das Gegenteil davon zu erreichen.
Insbesondere in kritischen Situationen (Krisenkommunikation) soll unter anderem mit PR-Artikeln (z. B. auch durch Litigation-PR) eine bestimmte Glaubwürdigkeit auf einer Seite geschaffen werden; z. B. bei der Bevölkerung im Allgemeinen, den Staats-Bürgern, Bewohnern einer bestimmten Region, Wählern, Spendern etc., aber auch bei Kapitalgebern, Kunden, Lieferanten und Mitarbeitern. Z. B. auch durch interne PR-Artikel in Mitarbeiterzeitungen, Intranet, Kundenzeitungen, Einzelaussendungen etc. oder z. B. bei den Medien. Auch die Beeinflussung politischer Entscheidungsträger (Lobbyismus) kann durch die gezielte Platzierung von PR-Artikeln versucht werden.

## Beruf
Die Verfassung von PR-Artikeln bzw. PR-Texten kann von jeder Person ausgeübt werden. Eine besondere, staatlich vorausgesetzte Befähigung oder Zulassung, Prüfung etc. ist hierfür nicht erforderlich. Professionelle Verfasser von PR-Texten, z. B. in PR-Abteilungen und PR-Agenturen, sind vielfach im Bereich der Öffentlichkeitsarbeit,  des Journalismus, des Marketing oder der Interessenvertretung im privaten, unternehmerischen oder staatlichen Bereichs zu finden bzw. haben dort eine Vorbildung erhalten oder Ausbildung absolviert. Die Verfassung von PR-Artikeln und PR-Texten wird auch im Rahmen von Public-Relations-Ausbildungen an Universitäten und Fachhochschulen gelehrt und analysiert (siehe auch PR-Forschung).

## Abgrenzung
PR-Artikel unterscheiden sich von Advertorials dadurch, dass PR-Artikel nicht nur der verschleierten Werbung, sondern auch anderen Zwecken (z. B. Imagepflege, Krisenbewältigung etc.) dienen können und sowohl positive als auch negative Wirkungen entfalten können.